# Tangail Sadar
Tangail Sadar (en bengali : টাঙ্গাইল সদর) est une upazila du Bangladesh dans le district de Tangail. En 2011, on y dénombrait 521 104 habitants.